# Kalingalan Caluang
Kalingalan Caluang (Bayan ng Kalingalan Caluang) är en kommun i Filippinerna. Kommunen ligger på ön Suluöarna, och tillhör provinsen Sulu. Folkmängden uppgår till 22 688 invånare.
Kalingalan Caluang är indelat i 9 barangayer.